# Fontaine du Saint-Sacrement
La fontaine du Saint-Sacrement (en italien : fontana del Sacramento) est située dans les jardins du Vatican à Rome.
Créée par l'architecte Giovanni Vasanzio (en), elle est conçue pendant le pontificat du pape Clément VIII et achevée en 1605 sous Paul V. Elle est l'une des fontaines d'architecture baroque des jardins du Vatican, tout en étant niché sur un mur léonin.
Elle se compose d'un point d'eau situé entre deux tours à créneaux ornées de dragons de pierre. Au-dessus de l'abside centrale se trouvent les armoiries papales de Paul V de la famille Borghese et une plaque.
Le bâtiment derrière la fontaine était le siège de la Monnaie papale. Actuellement, le bâtiment abrite un entrepôt.
La fontaine fait l'objet d'une énigme dans le jeu vidéo Indiana Jones et le Cercle ancien (2024).

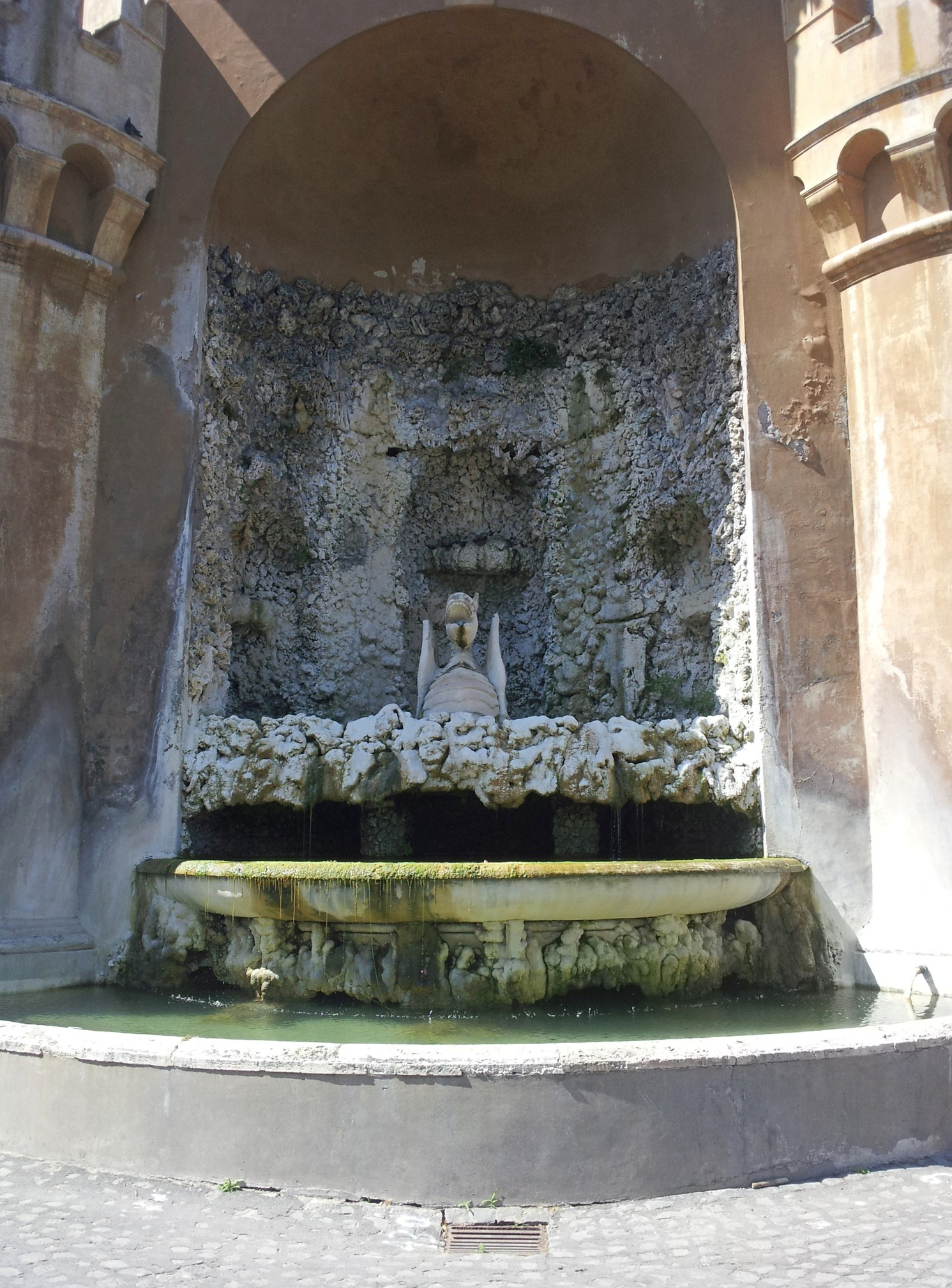
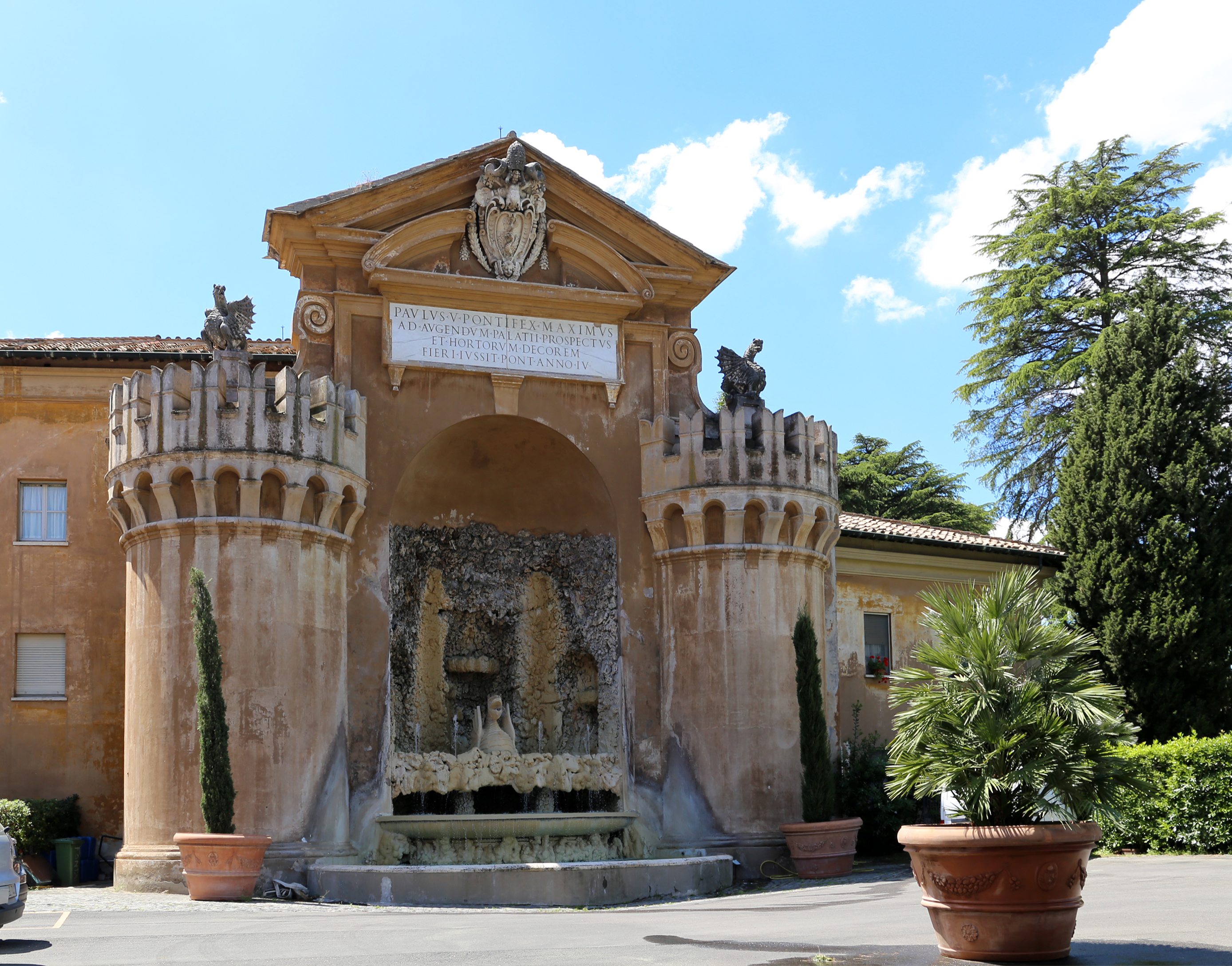
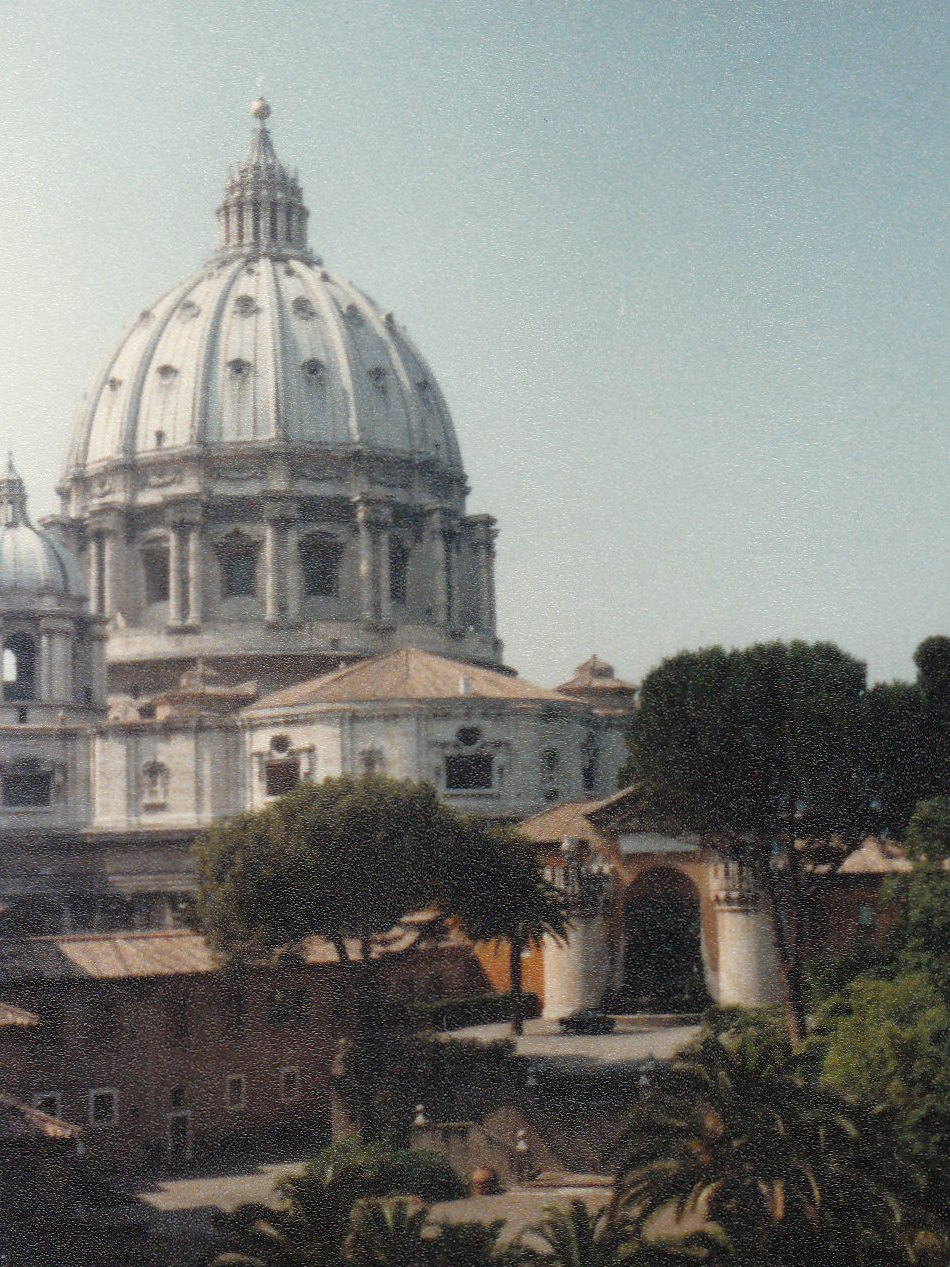
Devant la Basilique Saint-Pierre.
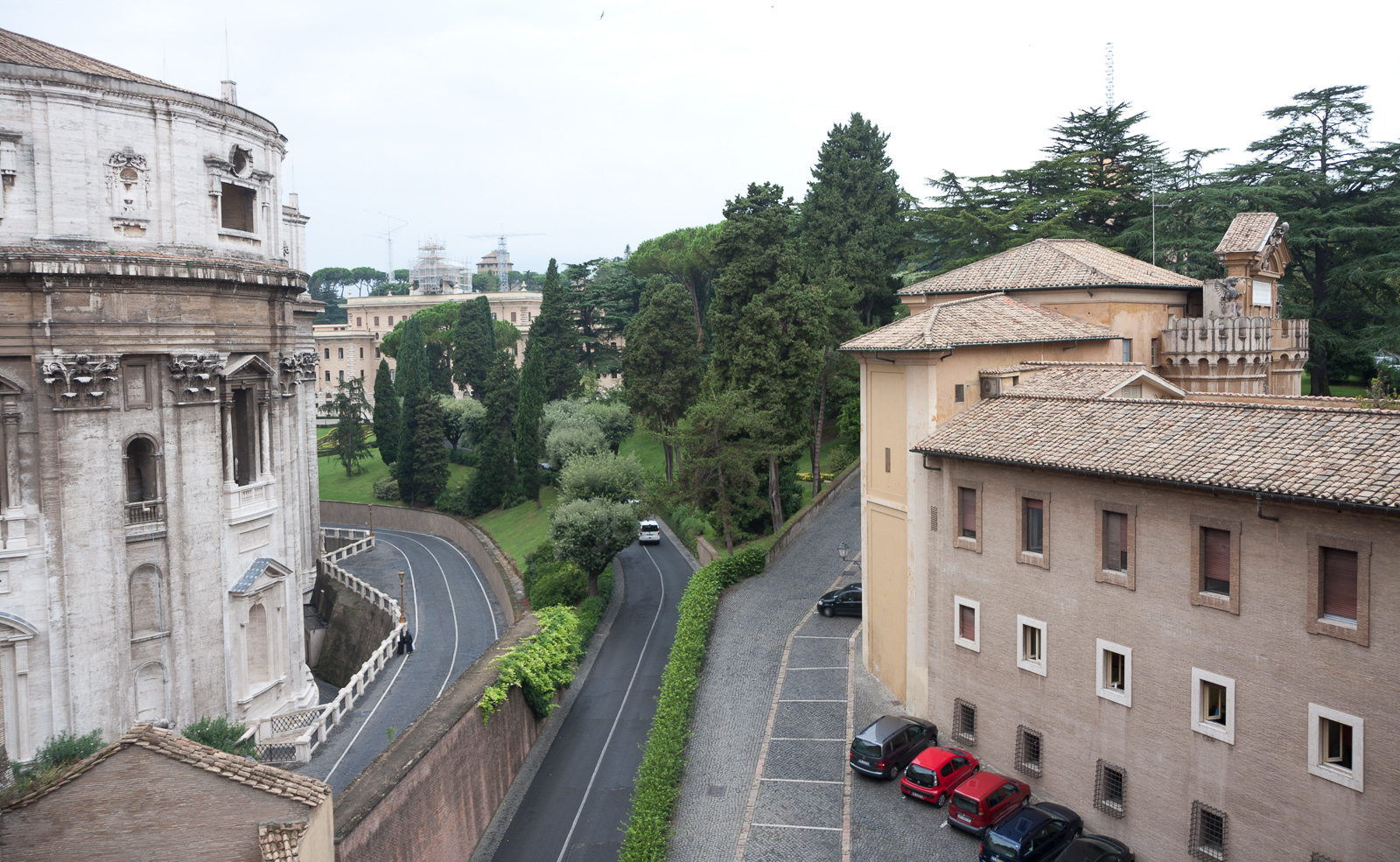
Côté visible (tours).